# Juillet 1864

## Événements
- 4 juillet, États-Unis : Wade-Davis Bill, obtenu par les Républicains radicaux : il fixe la proportion des adultes blancs de sexe masculin devant prêter serment à l’Union à 50 % dans les États confédérés.

- 7 juillet, Belgique : arrêté royal approuvant la création de la société anonyme dite : Compagnie du chemin de fer d'Ostende à Armentières[1].

- 14 juillet (Madagascar) : le Premier ministre Raharo est renversé par son frère Rainilaiarivony sans rencontrer d’opposition (fin en 1895). Rainilaiarivony épouse la reine Rasoherina. Comme il est roturier, la classe des nobles lui est hostile et fomente plusieurs complots contre lui.

- 16 juillet : fondation de l'Université de Bucarest.

- 18 juillet : une armée chinoise sous le commandement du général britannique Charles George Gordon reprend Nankin et met fin à la rébellion Taiping. Cent mille révoltés Taiping sont tués. En quinze ans de révolte, six cents villes ont été détruites et le nombre des victimes est estimé à vingt millions. Des combats sporadiques se poursuivent jusqu’en 1868, mais l’aventure des Taiping est terminée.

- 22 juillet, États-Unis : bataille d'Atlanta.

- 26 juillet, Empire russe : statut des écoles primaires publiques.

## Naissances
- 1er juillet : Camille Wollès, peintre belge († 28 décembre 1942).
- 11 juillet : Peter Deunov, philosophe et théologien bulgare († 27 décembre 1944).
- 27 juillet : Ernest H. Armstrong, premier ministre de la Nouvelle-Écosse.

## Décès
- 31 juillet : Louis Hachette, éditeur français (° 1800).